# Kapbatis
Kapbatis (Batis capensis) är en fågel i familjen flikögon inom ordningen tättingar.

## Utbredning och systematik
Fågeln delas in i fyra underarter med följande utbredning:
- erythrophthalma-gruppen
  - Batis capensis erythrophthalma – östra högländerna i Zimbabwe och angränsande västra Moçambique
  - Batis capensis kennedyi – sydvästra Zimbabwe (Mopoto Hills-området)
  - Batis capensis hollidayi – nordöstra Sydafrika Swaziland och Moçambique (Lebombobergen)
- Batis capensis capensis – södra Sydafrika, österut till Fristatsprovinsen och södra KwaZulu-Natal till Fristatsprovinsen och Kapprovinsen

Tidigare inkluderades malawibatis (B. dimorpha) i arten, men urskildes 2016 som egen art av BirdLife International, 2022 av tongivande eBird/Clements och 2023 av International Ornithological Congress.

## Status
Arten har ett stort utbredningsområde och beståndet anses vara stabilt. Internationella naturvårdsunionen IUCN listar den därför som livskraftig (LC).